# Johann O’Donnell von Tyrconell
Graf Johann O’Donnell von Tyrconell (* 1712; † 12. März 1784) war k. k. Feldmarschall-Lieutenant und Ritter des Maria-Theresia-Ordens. 

## Herkunft
Seine Eltern waren Hugh O’Donnell und dessen Ehefrau Flora Hamilton.
Er ging mit seinem Bruder Karl (1715–1771) in kaiserliche Dienste.

## Leben
Er kämpfte in den zahlreichen Kriegen der Zeit und stieg am Beginn des Siebenjährigen Krieges am 2. Juli 1757 zum Generalfeldwachtmeister auf. Er zeichnete sich in der Schlacht bei Kolin aus, worauf ihn der General der Kavallerie Graf Nádásdy von dem Feldmarschall Daun für sein Korps erbat.
Bei Leuthen kommandierte er den rechten Flügel. Auf dem Höhepunkt der Schlacht erhielt er den Befehl, zur Verstärkung vorzurücken, aber bis der Flügel im schwierigen Terrain in Position kam, erhielt er den Befehl, sich zurückzuziehen. O’Donnell musste aber erkennen, dass er zwischen der feindlichen Kavallerie und einem Graben steckte. Er ließ sofort angreifen und konnte die Preußen tatsächlich zurückschlagen und sich geordnet zurückziehen. Daun befahl anschließend einen Angriff auf zwei Gendarm-Schwadronen, was auch gelang. Aber die Kavallerie hatte große Verluste, er konnte kaum eine Schwadron sammeln. Bei einem Angriff der Preußen fiel er dann verletzt in die Hände der Preußen. Er wurde bald darauf ausgetauscht und kämpfte wieder bei Maxen. Mit seinen Dragonern vertrieb er zunächst preußische Husaren und traf dann auf zwei Bataillone Infanterie. Ein Bataillon wurde gefangen genommen, das zweite zerstreut. Am 8. Februar 1760 wurde er dann zum Feldmarschall-Lieutenant befördert und mit dem Kleinkreuz des Maria-Theresia-Ordens ausgezeichnet.
Nach dem Krieg wurde er Mitglied des Nachtragskapitels vom 21. November 1763, dieses hatte die Aufgabe, alle, die Anspruch hatten, mit dem Ritterkreuz des Maria-Theresia-Ordens auszuzeichnen. Im Jahr 1771 wurde der General Mitglied der Elisabeth-Theresien-Stiftung.

## Familie
Der General heiratete Anne Carre. Seine Erbtochter Therese heiratet ihren Vetter, den späteren Finanzminister Joseph O’Donnell. Sein Sohn Hugh (Hugo) fiel 1793 als Major der österreichischen Armee bei Neerwinden.